# Talsperre Limón
Die Talsperre Limón (span. Presa Limón) befindet sich am Fluss Río Huancabamba in der Region Cajamarca in Nord-Peru. Die Talsperre wurde im Rahmen des Olmos-Bewässerungsprojektes 2006–2009 errichtet. Der 43 m hohe und 320 m lange Steinschüttdamm mit Betonabdeckung (CFR-Damm) staut den Fluss auf einer Länge von bis zu 8 km auf. Das Speichervolumen liegt bei 44 Mio. m³.

## Olmos-Bewässerungsprojekt
Von der Talsperre Limón führt ein knapp 20 km langer Tunnel (⊙) auf die Westseite der Anden. Der Tunnel ging 2011 in Betrieb. Seitdem wird ein Teil des Flusswassers (400 Mio. m³ jährlich) in das Einzugsgebiet des Río Olmos umgeleitet. Es soll dort zur Energiegewinnung als auch zur Bewässerung von bis zu 43.500 ha landwirtschaftlicher Anbaufläche in der Region Lambayeque genutzt werden. Im Jahr 2016 verkaufte Odebrecht Latinvest seine Konzessionen an dem Projekt an Brookfield Infrastructure und an Suez.